# Santa Emerenciana em Tor Fiorenza (título cardinalício)
Santa Emerenciana em Tor Fiorenza (em latim, Sancta Emerentianae ad locum vulgo “Tor Fiorenza”) é um título cardinalício instituído em 5 de março de 1973 pelo  Papa Paulo VI. Sua igreja titular é Sant'Emerenziana, no quartiere Trieste de Roma.

## Titulares protetores
- José Salazar López (1973-1991)
- Peter Seiichi Shirayanagi (1994-2009)
- Medardo Joseph Mazombwe (2010-2013)
- Jean-Pierre Kutwa (2014-presente)